# Ключи (Гомельская область)
Ключи (бел. Ключы) — посёлок в Заболотском сельсовете Рогачёвского района Гомельской области Беларуси.

## География

### Расположение
В 14 км на юго-запад от районного центра и железнодорожной станции Рогачёв (на линии Могилёв — Жлобин), 135 км от Гомеля.

### Гидрография
На юге и востоке мелиоративные каналы.

## Транспортная сеть
Транспортные связи по просёлочной, а затем автодороге Бобруйск — Гомель. Планировка состоит из короткой прямолинейной улицы широтной ориентации, застроенной деревянными усадьбами.

## История
Основан в начале XX века переселенцами из соседних деревень. В 1931 году жители вступили в колхоз. Во время Великой Отечественной войны в июне 1944 года оккупанты сожгли 17 дворов. 12 жителей погибли на фронте. Согласно переписи 1959 года в составе колхоза имени М. И. Калинина (центр — деревня Заболотье).

## Население

### Численность
- 2004 год — 7 хозяйств, 12 жителей.

### Динамика
- 1925 год — 13 дворов.
- 1940 год — 19 дворов, 101 житель.
- 1959 год — 60 жителей (согласно переписи).
- 2004 год — 7 хозяйств, 12 жителей.